# 白の呪文
「白の呪文」（しろのじゅもん）は、doaの2枚目のシングル。

## 概要
- 最初のシングル「火ノ鳥のように」に続き、ベース･コーラスの徳永暁人が作詞を手がけた作品。
- テレビ東京系テレビアニメ『最遊記RELOAD GUNLOCK』の第2期エンディングテーマである。

## 収録曲
全作曲・編曲：徳永暁人
1. 白の呪文
作詞：徳永暁人
2. 見えない海
作詞：吉本大樹・徳永暁人
doaの楽曲中では数少ない共作である。
3. Long road
作詞：吉本大樹

## 収録アルバム
- open_d（#1）
- doa BEST ALBUM "open door" 2004-2014（#1）